# 三版女郎
三版女郎（英語：Page Three girl）特指為英国通俗小报《太陽報》拍摄半裸照片的女性模特兒。这些照片通常在该报第三版刊登，這些模特因此得名。
三版女郎的选择一般要求是年輕，美貌，身材性感，而形象比较平民化。第三版针对的读者以蓝领劳动阶层的男性为主。